# Sant’Orsola Terme
Sant’Orsola Terme – miejscowość i gmina we Włoszech, w regionie Trydent-Górna Adyga, w prowincji Trydent.
Według danych na rok 2004 gminę zamieszkiwało 906 osób, 60,4 os./km².